# Kosowo na Letnich Igrzyskach Olimpijskich 2024
Kosowo na Letnich Igrzyskach Olimpijskich 2024 – reprezentacja Kosowa na Letnich Igrzyskach Olimpijskich 2024, które zostały rozegrane w dniach 26 lipca – 11 sierpnia 2024 roku w Paryżu.
Reprezentacja  liczyła dziewięcioro zawodników – siedem kobiet i dwóch mężczyzn, którzy wystąpili w 4 dyscyplinach.
Był to 3. start Kosowa na letnich igrzyskach olimpijskich.

## Zdobyte medale
| Medal  | Zawodnik         | Dyscyplina | Konkurencja   | Data     |
| ------ | ---------------- | ---------- | ------------- | -------- |
| srebro | Distria Krasniqi | Judo       | -52 kg kobiet | 28 lipca |
| brąz   | Laura Fazliu     | Judo       | -63 kg kobiet | 30 lipca |

## Reprezentanci

### Boks
| Zawodnik       | Konkurencja | 1/16             | 1/8              | Ćwierćfinał      | Półfinał         | Finał            | Finał   | Źródło |
| Zawodnik       | Konkurencja | Przeciwnik Wynik | Przeciwnik Wynik | Przeciwnik Wynik | Przeciwnik Wynik | Przeciwnik Wynik | Miejsce | Źródło |
| -------------- | ----------- | ---------------- | ---------------- | ---------------- | ---------------- | ---------------- | ------- | ------ |
| Donjeta Sadiku | -60 kg (k)  | Somnuek W 3-2    | Valdés P 2-3     | NQ               | NQ               | NQ               | 9.      | [ 1 ]  |

### Judo
| Zawodnik         | Konkurencja | 1/16             | 1/8              | Ćwierćfinał       | Półfinał         | Repasaże         | Finał / 3. miejsce | Finał / 3. miejsce | Źródła |
| Zawodnik         | Konkurencja | Przeciwnik Wynik | Przeciwnik Wynik | Przeciwnik Wynik  | Przeciwnik Wynik | Przeciwnik Wynik | Przeciwnik Wynik   | Pozycja            | Źródła |
| ---------------- | ----------- | ---------------- | ---------------- | ----------------- | ---------------- | ---------------- | ------------------ | ------------------ | ------ |
| Akil Gjakova     | -73 kg (m)  | Cargnin W 10-0   | Gassner W 10-0   | Lombardo W 10-0   | Heydarov P 0-1   | —                | Hashimoto P 0-1    | 5.                 |        |
| Distria Krasniqi | -52 kg (k)  | —                | Primo W 10-0     | Gassner W 10-0    | Giuffrida W 10-0 | —                | Keldiyorova P 0-1  | srebro             |        |
| Nora Gjakova     | -57 kg (k)  | Enkhriilen P 0-1 | NQ               | NQ                | NQ               | NQ               | NQ                 |                    |        |
| Laura Fazliu     | -63 kg (k)  | —                | Tang W 10-0      | Agbegnenou W 0-10 | NQ               | Pinard W 1-0     | Krištog W 10-0     | brąz               |        |
| Loriana Kuka     | -78 kg (k)  | Lobnik W 10-0    | Lytvynenko P 0-1 | NQ                | NQ               | NQ               | NQ                 | NQ                 |        |

### Lekkoatletyka
| Zawodnik              | Konkurencja       | Runda 1  | Runda 1 | Repasaże | Repasaże | Półfinał | Półfinał | Finał    | Finał   | Pozycja | Źródło |
| Zawodnik              | Konkurencja       | Rezultat | Pozycja | Rezultat | Pozycja  | Rezultat | Pozycja  | Rezultat | Pozycja | Pozycja | Źródło |
| --------------------- | ----------------- | -------- | ------- | -------- | -------- | -------- | -------- | -------- | ------- | ------- | ------ |
| Samira Awali Boubacar | bieg na 800 m (k) | 2:13.29  | 49.     | DSQ      | DSQ      | NQ       | NQ       | NQ       | NQ      |         |        |

### Pływanie
| Zawodnik      | Konkurencja            | Eliminacje | Eliminacje | Półfinał | Półfinał | Finał | Finał | Źródło |
| Zawodnik      | Konkurencja            | Czas       | Poz.       | Czas     | Poz.     | Czas  | Poz.  | Źródło |
| ------------- | ---------------------- | ---------- | ---------- | -------- | -------- | ----- | ----- | ------ |
| Adell Sabovic | 100 m st. dowolnym (m) | 51:77      | 58.        | NQ       | NQ       | NQ    | NQ    |        |
| Hana Beiqi    | 50m st. dowolnym (k)   | 27:34      | 43.        | NQ       | NQ       | NQ    | NQ    |        |